# Campo virgen
Campo virgen  es una película en blanco y negro de Argentina dirigida por Leopoldo Torres Ríos sobre su propio guion que se estrenó el 7 de mayo de 1959 y que tuvo como protagonistas a Tito Alonso, Ana Casares, Ernesto Bianco y Mario Morets.

## Sinopsis
Una actriz que llega al campo se enamora de un peón.

## Reparto
- Tito Alonso
- Ana Casares
- Ernesto Bianco
- Mario Morets
- Jorge Villalba
- Jorge Pelaz
- Luis Otero

## Comentarios
Nicolás Mancera comentó:

”Resulta extraño en la filmografía de Torres Ríos…encontrar una película del tipo de Campo virgen que…es la antítesis de aquella reconocida personalidad.”

Por su parte Manrupe y Portela opinan del filme:

”Intento fallido de Torres Ríos por mostrar la antítesis entre pureza campesina y pecado ciudadano.”